# ترویا، پولیا
ترویا، پولیا (به ایتالیایی: Troia) یک کومونه در ایتالیا است که در استان فوجا واقع شده‌است.

## خصوصیات
ترویا ۱۶۷٫۲۲ کیلومترمربع مساحت و ۷٬۴۱۴ نفر جمعیت دارد و ۴۳۹ متر بالاتر از سطح دریا واقع شده‌است.